# Umbrelele din Cherbourg

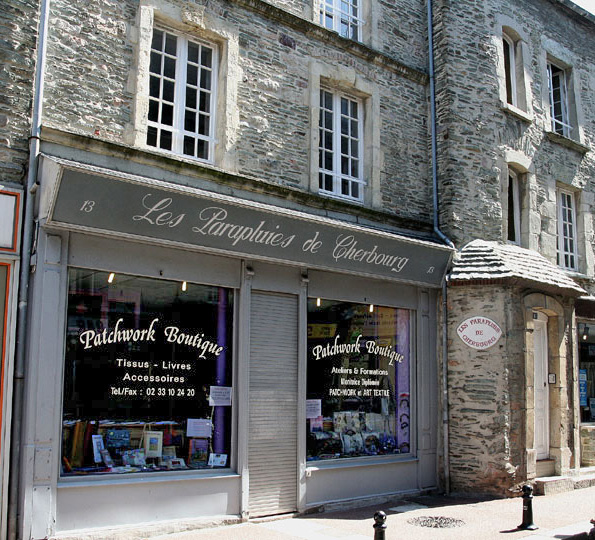
Magazinul Les parapluies de Cherbourg din film, azi găzduind un boutique

Umbrelele din Cherbourg (titlul original: în franceză Les parapluies de Cherbourg) este un film muzical dramatic francez, realizat în 1964 de regizorul Jacques Demy, protagoniști fiind actorii Catherine Deneuve, Nino Castelnuovo, Anne Vernon și Mireille Perrey. Muzica este compusă de Michel Legrand, toate dialogurile din film sunt cântate ca recitativ.

## Rezumat
Cherbourg, noiembrie 1957. Madame Emery și fiica ei, Geneviève, dețin un magazin numit Les Umbrellas de Cherbourg. Geneviève este îndrăgostită de Guy, un mecanic într-un garaj, dar mama ei dezaprobă relația când află. Tânărul este crescut de mătușa lui, care este grav bolnavă. Guy este chemat să-și facă serviciul militar în Algeria unde războiul de eliberare era în toi, cei doi îndrăgostiți trebuind să se despartă. Însărcinată, tulburată pentru că nu a primit nici o veste de la Guy de când a s-a înrolat, Geneviève la insistențele mamei sale, se căsătorește cu Roland Cassard, un bogat comerciant de pietre prețioase și se mută din Cherbourg cu mama ei...

## Distribuție

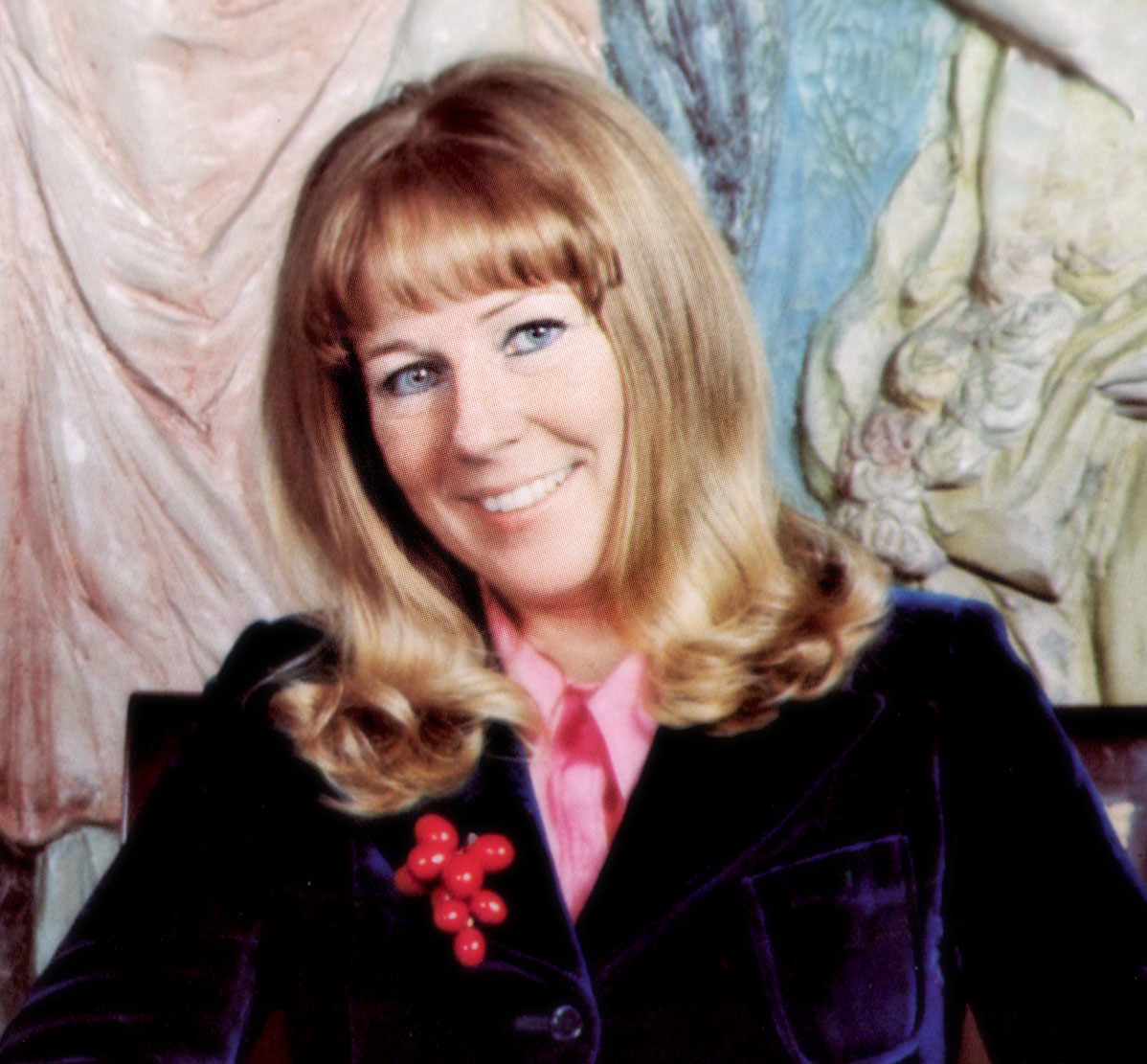
Danielle Licari, vocea de interpretă a lui Geneviève

- Catherine Deneuve – Geneviève Émery
- Nino Castelnuovo – Guy Foucher
- Anne Vernon – Madame Émery, mama Genevièvei
- Mireille Perrey – Tante Élise, nașa lui Guy
- Marc Michel – Roland Cassard, viitorul soț al lui Geneviève
- Ellen Farner – Madeleine
- Harald Wolff – M. Dubourg, bijutierul
- Jean Champion – Aubin, patronul garajului unde lucrează Guy
- Pierre Caden – Bernard, un mecanic
- Jean-Pierre Dorat – Jean, un mecanic
- Jane Carat – Ginny
- Philippe Dumat – clientul de la garaj
- Dorothée Blanck – antrepenoarea cafenelei
- Gisèle Grandpré – Madame Germaine
- Roger Perrinoz – patronul cafenelei
- Myriam Michelson – o fată tânără în cafenea
- Jean-Paul Chizat – Pierre, un coleg a lui Guy
- Patrick Bricard – chelnerul de la sala de dans
- Rosalie Varda – Françoise, fiica lui Geneviève și a lui Guy
- Hervé Legrand – François, fiul lui Madeleine și a lui Guy

Interpreții cântecelor
- Danielle Licari – Geneviève Émery
- José Bartel – Guy Foucher
- Christiane Legrand – Madame Émery
- Claire Leclerc – Tante Élise
- Claudine Meunier – Madeleine
- Georges Blaness – Roland Cassard
- Jean Cussac – M. Dubourg
- Raoul Curet – Aubin / un ajutor
- Jeanette Baucomont – Ginny
- Michel Legrand – Bernard / poștașul
- Jean-Claude Briodin – Jean
- José Germain – patronul cafenelei
- Jacques Demy – clientul pierdut / chelnerul

## Coloana sonoră
Coloana sonoră a filmului a fost compusă de Michel Legrand cu versuri de Jacques Demy.
Versiunea de album (vinil dublu) a fost editată în 1964
Ediția Philips (2LP)
Discul 1
Partea I-a: Plecarea / noiembrie 1957
1. Générique
2. Scène du garage
3. Devant le magasin
4. Au dancing
5. Sur le quai
6. Dans le magasin de parapluies
7. Chez Dubourg, le joaillier
8. Dans le magasin
9. Arrivée de Cassard
10. Devant le garage
11. Chez Élise - À l'appartement
12. Adieux à Élise
13. La Gare : Guy s'en va

Partea a II-a: Absența / ianuarie 1958
14. Dans le magasin
Discul 2
Partea a II-a (suita)
1. Dîner
2. Récit de Cassard
3. La Lettre de Guy
4. Mars 1958 : Le Carnaval
5. Le Mariage

Partea a III-a: Reîntoarcerea / martie 1959
6. Le Retour de Guy - Chez Élise
7. Le Garage : Dispute
8. Guy au café
9. La Boîte à matelots
10. Duo Guy-Madeleine
11. iunie 1959 : La Terrasse du café
12. decembrie 1963 : La Station-service
13. Final

## Premii și nominalizări
- 1963 Premiul Louis-Delluc
- 1964: Étoile de Cristal pentru Catherine Deneuve ca Cea mai bună actriță
- 1964 Festivalul de Film de la Cannes – Palme d'or pentru cel mai bun film
- 1965 Prix Méliès – Cel mai bun film